# نیلز کلاپویک
نیلز کلاپویک (هلندی: Niels Klapwijk؛ زادهٔ ۱۹ سپتامبر ۱۹۸۵) یک بازیکن والیبال اهل هلند است.
نیلز در حال حاضر عضو تیم ملی والیبال هلند و باشگاه پورتو روبور کوستا راونا ایتالیا است.